# Манастир Горњи Брчели
Манастир Горњи Брчели припада Митрополији црногорско-приморској Српске православне цркве. Налази се у истоименом селу, по којем је добио име, дубоко у залеђу Скадарског језера.

## Прошлост и изглед манастира
Манастир је из времена Балше II Балшића тј. из 14. вијека, обновио га је Владика Данило почетком 18. века, као своју зимску резиденцију. Опасан је каменим зидом са главном капијом на јужној страни. Са њене источне стране на зиду је подигнут једноделни звоник на преслицу.
Манастирска црква је посвећена Покрову Пресвете Богородице и поред ње у склопу манастира се налазе још четири зграде-конака. Црква је подигнута као једнобродна грађевина без звоника, зидана од камених квадера у наизменичним редовима сиве и беле боје. Иконостас у цркви је из 1928. године, рад Петра Чоловића.
Зграда старог конака представља типичну црмничку кућу са карактеристичним луковима и терасом.
При манастиру је 1863. године основана школа, која је касније пресељена у оближњи манастир Доњи Брчели.
При врху планине Коњ је пећина, у коју су из манастира Брчела монаси скривали драгоцјености у ратно доба. 

## Старешине манастира
| Портрет | Име и презиме                | Време службе |
| ------- | ---------------------------- | ------------ |
|         | игуманија Еликонида (Јевтић) | 1993—2011    |
|         | игуманија Георгија (Остојић) | 2011—        |
|         |                              |              |

## Манастир данас
Данас је манастир женски, у којем се монахиње баве иконописом, везом и различитим другим радовима.